# Rune Jarstein
Rune Almenning Jarstein (Porsgrunn, 29 settembre 1984) è un calciatore norvegese, portiere dell'Herkules.

## Carriera

### Club

#### Odd Grenland
Jarstein ha cominciato la carriera con la maglia dell'Herkules. Nel 2002 è passato all'Odd Grenland, per cui ha esordito in Eliteserien in data 21 ottobre 2002, quando ha sostituito Erik Holtan nel pareggio per 1-1 contro il Lyn Oslo. Il suo spazio in squadra è aumentato a partire dal campionato 2005, quando Holtan è stato ceduto. L'anno seguente, il suo Odd Grenland ha ottenuto la salvezza mediante le qualificazioni all'Eliteserien: nella sfida di ritorno contro il Bryne, ha segnato il gol che ha sancito la vittoria per 1-7, su calcio di rigore. Nel 2007, sempre le qualificazioni all'Eliteserien hanno condannato l'Odd alla retrocessione.

#### Rosenborg
A seguito della retrocessione dell'Odd Grenland, Jarstein ha firmato un contratto triennale col Rosenborg. Il portiere avrebbe sostituito Lars Hirschfeld, ceduto al CFR Cluj. Ha debuttato con questa maglia il 31 marzo 2008, nella vittoria per 2-1 sul Lyn Oslo. A luglio ha saltato diverse partite a causa di un'infiammazione al gomito. Rimasto in squadra per un biennio, ha totalizzato 66 presenze tra tutte le competizioni.

#### Viking
Successivamente all'approdo di Daniel Örlund al Rosenborg, Jarstein è stato ingaggiato dal Viking. Il 15 marzo 2010 ha disputato la prima partita in squadra, nella sconfitta per 2-0 maturata sul campo del Vålerenga. Jarstein ha difeso i pali della porta del Viking dal 2010 al 2013, totalizzando 130 presenze in incontri ufficiali.

#### Hertha Berlino
Il 17 dicembre 2013, è stato ingaggiato dai tedeschi dell'Hertha Berlino, a parametro zero: il portiere si sarebbe aggregato alla nuova squadra a partire dal 1º gennaio 2014. Ha esordito in Bundesliga il 28 marzo successivo, schierato titolare nella sconfitta per 2-0 sul campo dello Schalke 04. Rimase portiere di riserva fino alla stagione 2015-2016, dove verrà impiegato come portiere titolare a causa dell'infortunio di Thomas Kraft. Data la stagione sopra le aspettative, il 18 dicembre 2015 la società decise di rinnovare il suo contratto fino alla fine della stagione 2018-2019.
La stagione successiva venne riconfermato come titolare, alternandosi con Kraft solamente durante alcune gare valide per i turni di UEFA Europa League. In una gara giocata contro il Borussia Dortmund, la prestazione dell'estremo difensore norvegese è stata accolta con diversi elogi dopo aver effettuato un notevole numero di salvataggi e parato un rigore decisivo a Pierre-Emerick Aubameyang.
Il 12 aprile 2018 decide di estendere nuovamente il proprio contratto in scadenza l'anno dopo. Nella giornata di apertura della stagione 2018-2019 parò il suo ennesimo calcio di rigore in carriera contro il Norimberga all'attaccante Mikael Ishak.
In vista della stagione 2020-2021, l'ingaggio di Alexander Schwolow dal Friburgo ha messo a serio rischio la titolarità di Jarstein, ma quando nel gennaio 2021 venne richiamato Pál Dárdai sulla panchina del club, il norvegese venne impiegato con più costanza. Giocherà appena 8 gare di campionato finché non venne ospedalizzato a causa della contrazione del COVID-19. Il giocatore venne poi dimesso il 18 aprile seguente. Il 14 agosto 2022 venne sospeso dalla società in seguito ad un diverbio con l'allora preparatore dei portieri Andreas Menger: il portiere dell'Hertha espresse il suo disappunto riguardo la maniera in cui la squadra stava svolgendo gli allenamenti e per la mancanza di comunicazione. Il mese dopo, il giocatore decise di fare causa al club, non venendo comunque riammesso in squadra. Il 1º luglio 2023 ha ufficialmente lasciato la squadra data la scadenza del suo contratto.

#### Ritorno all'Herkules
Il 28 novembre 2023, dopo quattro mesi senza aver trovato alcuna squadra, tramite un post su Instagram deciderà di ritirarsi dal calcio giocato all'età di 39 anni. Tuttavia, il 23 aprile 2024 decide di riprendere a giocare unendosi all'Herkules, suo primo club.

### Nazionale
A livello giovanile, Jarstein ha rappresentato la Norvegia con le selezioni Under-16, Under-17, Under-18, Under-19 ed Under-21. Per quanto concerne quest'ultima squadra, ha debuttato in data 17 gennaio 2005, nella vittoria per 1-2 contro la Cina. Ha totalizzato 13 presenze in Under-21.
Il 22 agosto 2007 ha poi effettuato il suo esordio in nazionale maggiore: è stato infatti schierato titolare nella vittoria per 2-1 contro l'Argentina, in un'amichevole disputatasi all'Ullevaal Stadion. Il 16 ottobre 2012, in occasione della sfida contro Cipro e valida per le qualificazioni al mondiale 2014, ha giocato la 25ª partita in nazionale ed ha pertanto ricevuto il Gullklokka.

## Statistiche

### Presenze e reti nei club
Statistiche aggiornate al 23 marzo 2018.
| Stagione              | Club                  | Campionato            | Campionato | Campionato | Coppe nazionali | Coppe nazionali | Coppe nazionali | Coppe continentali | Coppe continentali | Coppe continentali | Supercoppe | Supercoppe | Supercoppe | Totale | Totale    |
| Stagione              | Club                  | Comp                  | Pres       | Reti       | Comp            | Pres            | Reti            | Comp               | Pres               | Reti               | Comp       | Pres       | Reti       | Pres   | Reti      |
| --------------------- | --------------------- | --------------------- | ---------- | ---------- | --------------- | --------------- | --------------- | ------------------ | ------------------ | ------------------ | ---------- | ---------- | ---------- | ------ | --------- |
| 2001                  | Herkules              | 3D                    | ?          | -?         | CN              | ?               | -?              | -                  | -                  | -                  | -          | -          | -          | ?      | -?        |
| 2002                  | Odd Grenland          | ES                    | 2          | -2         | CN              | 2               | -1              | -                  | -                  | -                  | -          | -          | -          | 4      | -3        |
| 2003                  | Odd Grenland          | ES                    | 4          | -4         | CN              | 3               | -2              | -                  | -                  | -                  | -          | -          | -          | 7      | -6        |
| 2004                  | Odd Grenland          | ES                    | 0          | 0          | CN              | 0               | 0               | CU                 | 0                  | 0                  | -          | -          | -          | 0      | 0         |
| 2005                  | Odd Grenland          | ES                    | 16         | -30        | CN              | 4               | -2              | -                  | -                  | -                  | -          | -          | -          | 20     | -32       |
| 2006                  | Odd Grenland          | ES                    | 25+2       | -38; 0+1   | CN              | 1               | -4              | -                  | -                  | -                  | -          | -          | -          | 28     | -42       |
| 2007                  | Odd Grenland          | ES                    | 25+2       | -47        | CN              | 4               | -5              | CU                 | 2                  | -3                 | -          | -          | -          | 33     | -55       |
| Totale Odd Grenland   | Totale Odd Grenland   | Totale Odd Grenland   | 72+2       | -121; 0+1  |                 | 14              | -14             |                    | 2                  | -3                 |            | -          | -          | 90     | -138; 0+1 |
| 2008                  | Rosenborg             | ES                    | 23         | -30        | CN              | 0               | 0               | CU                 | 7                  | -13                | -          | -          | -          | 36     | -43       |
| 2009                  | Rosenborg             | ES                    | 28         | -20        | CN              | 4               | -6              | UEL                | 4                  | -2                 | -          | -          | -          | 36     | -28       |
| Totale Rosenborg      | Totale Rosenborg      | Totale Rosenborg      | 51         | -50        |                 | 4               | -6              |                    | 11                 | -15                |            | -          | -          | 66     | -71       |
| 2010                  | Viking                | ES                    | 26         | -35        | CN              | 5               | -5              | -                  | -                  | -                  | -          | -          | -          | 31     | -40       |
| 2011                  | Viking                | ES                    | 30         | -40        | CN              | 5               | -3              | -                  | -                  | -                  | -          | -          | -          | 35     | -43       |
| 2012                  | Viking                | ES                    | 30         | -36        | CN              | 3               | -4              | -                  | -                  | -                  | -          | -          | -          | 33     | -40       |
| 2013                  | Viking                | ES                    | 30         | -36        | CN              | 1               | -4              | -                  | -                  | -                  | -          | -          | -          | 31     | -40       |
| Totale Viking         | Totale Viking         | Totale Viking         | 116        | -147       |                 | 14              | -16             |                    | -                  | -                  |            | -          | -          | 130    | -163      |
| gen.-giu. 2014        | Hertha Berlino        | BL                    | 1          | -2         | CG              | -               | -               | -                  | -                  | -                  | -          | -          | -          | 1      | -2        |
| 2014-2015             | Hertha Berlino        | BL                    | 1          | -4         | CG              | 0               | 0               | -                  | -                  | -                  | -          | -          | -          | 1      | -4        |
| 2015-2016             | Hertha Berlino        | BL                    | 29         | -35        | CG              | 4               | -6              | -                  | -                  | -                  | -          | -          | -          | 33     | -41       |
| 2016-2017             | Hertha Berlino        | BL                    | 34         | -47        | CG              | 3               | -2              | UEL                | 1                  | 0                  | -          | -          | -          | 38     | -49       |
| 2017-2018             | Hertha Berlino        | BL                    | 24         | -30        | CG              | 2               | -3              | UEL                | 1                  | -2                 | -          | -          | -          | 14     | -20       |
| Totale Hertha Berlino | Totale Hertha Berlino | Totale Hertha Berlino | 89         | -118       |                 | 9               | -11             |                    | 2                  | -2                 |            | -          | -          | 103    | -128      |
| Totale                | Totale                | Totale                | 328+2+     | -?         |                 | 39              | -?              |                    | 14                 | -17                |            | -          | -          | 383+   | -?        |

### Cronologia presenze e reti in nazionale
| Cronologia completa delle presenze e delle reti in nazionale ― Norvegia | Cronologia completa delle presenze e delle reti in nazionale ― Norvegia | Cronologia completa delle presenze e delle reti in nazionale ― Norvegia | Cronologia completa delle presenze e delle reti in nazionale ― Norvegia | Cronologia completa delle presenze e delle reti in nazionale ― Norvegia | Cronologia completa delle presenze e delle reti in nazionale ― Norvegia | Cronologia completa delle presenze e delle reti in nazionale ― Norvegia | Cronologia completa delle presenze e delle reti in nazionale ― Norvegia |
| Data                                                                    | Città                                                                   | In casa                                                                 | Risultato                                                               | Ospiti                                                                  | Competizione                                                            | Reti                                                                    | Note                                                                    |
| ----------------------------------------------------------------------- | ----------------------------------------------------------------------- | ----------------------------------------------------------------------- | ----------------------------------------------------------------------- | ----------------------------------------------------------------------- | ----------------------------------------------------------------------- | ----------------------------------------------------------------------- | ----------------------------------------------------------------------- |
| 22-8-2007                                                               | Oslo                                                                    | Norvegia                                                                | 2 – 1                                                                   | Argentina                                                               | Amichevole                                                              | -1                                                                      | 46’                                                                     |
| 6-2-2008                                                                | Wrexham                                                                 | Galles                                                                  | 3 – 0                                                                   | Norvegia                                                                | Amichevole                                                              | -2                                                                      | 46’                                                                     |
| 28-5-2008                                                               | Oslo                                                                    | Norvegia                                                                | 2 – 2                                                                   | Uruguay                                                                 | Amichevole                                                              | -2                                                                      |                                                                         |
| 20-8-2008                                                               | Oslo                                                                    | Norvegia                                                                | 1 – 1                                                                   | Irlanda                                                                 | Amichevole                                                              | -1                                                                      |                                                                         |
| 6-9-2008                                                                | Oslo                                                                    | Norvegia                                                                | 2 – 2                                                                   | Islanda                                                                 | Qual. Mondiali 2010                                                     | -2                                                                      |                                                                         |
| 11-2-2009                                                               | Düsseldorf                                                              | Germania                                                                | 0 – 1                                                                   | Norvegia                                                                | Amichevole                                                              | -                                                                       |                                                                         |
| 14-11-2009                                                              | Ginevra                                                                 | Svizzera                                                                | 0 – 1                                                                   | Norvegia                                                                | Amichevole                                                              | -                                                                       | 46’                                                                     |
| 29-5-2010                                                               | Oslo                                                                    | Norvegia                                                                | 2 – 1                                                                   | Montenegro                                                              | Amichevole                                                              | -1                                                                      | 89’                                                                     |
| 12-10-2010                                                              | Zagabria                                                                | Croazia                                                                 | 2 – 1                                                                   | Norvegia                                                                | Amichevole                                                              | -2                                                                      |                                                                         |
| 26-3-2011                                                               | Oslo                                                                    | Norvegia                                                                | 1 – 1                                                                   | Danimarca                                                               | Qual. Euro 2012                                                         | -1                                                                      |                                                                         |
| 4-6-2011                                                                | Lisbona                                                                 | Portogallo                                                              | 1 – 0                                                                   | Norvegia                                                                | Amichevole                                                              | -1                                                                      |                                                                         |
| 7-6-2011                                                                | Oslo                                                                    | Norvegia                                                                | 1 – 0                                                                   | Lituania                                                                | Amichevole                                                              | -                                                                       |                                                                         |
| 10-8-2011                                                               | Oslo                                                                    | Norvegia                                                                | 3 – 0                                                                   | Rep. Ceca                                                               | Amichevole                                                              | -                                                                       |                                                                         |
| 2-9-2011                                                                | Oslo                                                                    | Norvegia                                                                | 1 – 0                                                                   | Islanda                                                                 | Qual. Euro 2012                                                         | -                                                                       |                                                                         |
| 6-9-2011                                                                | Copenaghen                                                              | Danimarca                                                               | 2 – 0                                                                   | Norvegia                                                                | Qual. Euro 2012                                                         | -2                                                                      |                                                                         |
| 11-10-2011                                                              | Oslo                                                                    | Norvegia                                                                | 3 – 1                                                                   | Cipro                                                                   | Qual. Euro 2012                                                         | -1                                                                      |                                                                         |
| 12-11-2011                                                              | Cardiff                                                                 | Galles                                                                  | 4 – 1                                                                   | Norvegia                                                                | Amichevole                                                              | -3                                                                      | 46’                                                                     |
| 15-1-2012                                                               | Bangkok                                                                 | Danimarca                                                               | 1 – 1                                                                   | Norvegia                                                                | Amichevole                                                              | -1                                                                      |                                                                         |
| 29-2-2012                                                               | Belfast                                                                 | Irlanda del Nord                                                        | 0 – 3                                                                   | Norvegia                                                                | Amichevole                                                              | -                                                                       |                                                                         |
| 26-5-2012                                                               | Oslo                                                                    | Norvegia                                                                | 0 – 1                                                                   | Inghilterra                                                             | Amichevole                                                              | -1                                                                      |                                                                         |
| 2-6-2012                                                                | Oslo                                                                    | Norvegia                                                                | 1 – 1                                                                   | Croazia                                                                 | Amichevole                                                              | -                                                                       | 46’                                                                     |
| 15-8-2012                                                               | Oslo                                                                    | Norvegia                                                                | 2 – 3                                                                   | Grecia                                                                  | Amichevole                                                              | -3                                                                      |                                                                         |
| 11-9-2012                                                               | Oslo                                                                    | Norvegia                                                                | 2 – 1                                                                   | Slovenia                                                                | Qual. Mondiali 2014                                                     | -1                                                                      |                                                                         |
| 12-10-2012                                                              | Berna                                                                   | Svizzera                                                                | 1 – 1                                                                   | Norvegia                                                                | Qual. Mondiali 2014                                                     | -1                                                                      |                                                                         |
| 16-10-2012                                                              | Larnaca                                                                 | Cipro                                                                   | 1 – 3                                                                   | Norvegia                                                                | Qual. Mondiali 2014                                                     | -1                                                                      |                                                                         |
| 14-11-2012                                                              | Budapest                                                                | Ungheria                                                                | 0 – 2                                                                   | Norvegia                                                                | Amichevole                                                              | -                                                                       |                                                                         |
| 8-1-2013                                                                | Città del Capo                                                          | Sudafrica                                                               | 0 – 1                                                                   | Norvegia                                                                | Amichevole                                                              | -                                                                       |                                                                         |
| 6-2-2013                                                                | Siviglia                                                                | Ucraina                                                                 | 2 – 0                                                                   | Norvegia                                                                | Amichevole                                                              | -2                                                                      |                                                                         |
| 22-3-2013                                                               | Oslo                                                                    | Norvegia                                                                | 0 – 1                                                                   | Albania                                                                 | Qual. Mondiali 2014                                                     | -1                                                                      |                                                                         |
| 7-6-2013                                                                | Tirana                                                                  | Albania                                                                 | 1 – 1                                                                   | Norvegia                                                                | Qual. Mondiali 2014                                                     | -1                                                                      |                                                                         |
| 14-8-2013                                                               | Stoccolma                                                               | Svezia                                                                  | 4 – 2                                                                   | Norvegia                                                                | Amichevole                                                              | -4                                                                      |                                                                         |
| 6-9-2013                                                                | Oslo                                                                    | Norvegia                                                                | 2 – 0                                                                   | Cipro                                                                   | Qual. Mondiali 2014                                                     | -                                                                       |                                                                         |
| 10-9-2013                                                               | Oslo                                                                    | Norvegia                                                                | 0 – 2                                                                   | Svizzera                                                                | Qual. Mondiali 2014                                                     | -2                                                                      |                                                                         |
| 11-10-2013                                                              | Maribor                                                                 | Slovenia                                                                | 3 – 0                                                                   | Norvegia                                                                | Qual. Mondiali 2014                                                     | -3                                                                      |                                                                         |
| 15-10-2013                                                              | Oslo                                                                    | Norvegia                                                                | 1 – 1                                                                   | Islanda                                                                 | Qual. Mondiali 2014                                                     | -1                                                                      |                                                                         |
| 15-11-2013                                                              | Herning                                                                 | Danimarca                                                               | 2 – 1                                                                   | Norvegia                                                                | Amichevole                                                              | -2                                                                      |                                                                         |
| 31-5-2014                                                               | Oslo                                                                    | Norvegia                                                                | 1 – 1                                                                   | Russia                                                                  | Amichevole                                                              | -1                                                                      | cap.                                                                    |
| 27-8-2014                                                               | Oslo                                                                    | Norvegia                                                                | 0 – 0                                                                   | Emirati Arabi Uniti                                                     | Amichevole                                                              | -                                                                       |                                                                         |
| 24-3-2016                                                               | Tallinn                                                                 | Estonia                                                                 | 0 – 0                                                                   | Norvegia                                                                | Amichevole                                                              | -                                                                       |                                                                         |
| 29-5-2016                                                               | Porto                                                                   | Portogallo                                                              | 3 – 0                                                                   | Norvegia                                                                | Amichevole                                                              | -3                                                                      |                                                                         |
| 4-9-2016                                                                | Oslo                                                                    | Norvegia                                                                | 0 – 3                                                                   | Germania                                                                | Qual. Mondiali 2018                                                     | -3                                                                      |                                                                         |
| 8-10-2016                                                               | Baku                                                                    | Azerbaigian                                                             | 1 – 0                                                                   | Norvegia                                                                | Qual. Mondiali 2018                                                     | -1                                                                      |                                                                         |
| 11-10-2016                                                              | Oslo                                                                    | Norvegia                                                                | 4 – 1                                                                   | San Marino                                                              | Qual. Mondiali 2018                                                     | -1                                                                      |                                                                         |
| 11-11-2016                                                              | Praga                                                                   | Rep. Ceca                                                               | 2 – 1                                                                   | Norvegia                                                                | Amichevole                                                              | -2                                                                      |                                                                         |
| 26-3-2017                                                               | Belfast                                                                 | Irlanda del Nord                                                        | 2 – 0                                                                   | Norvegia                                                                | Qual. Mondiali 2018                                                     | -2                                                                      |                                                                         |
| 10-6-2017                                                               | Oslo                                                                    | Norvegia                                                                | 1 – 1                                                                   | Rep. Ceca                                                               | Qual. Mondiali 2018                                                     | -1                                                                      |                                                                         |
| 1-9-2017                                                                | Oslo                                                                    | Norvegia                                                                | 2 – 0                                                                   | Azerbaigian                                                             | Qual. Mondiali 2018                                                     | -                                                                       |                                                                         |
| 4-9-2017                                                                | Stoccarda                                                               | Germania                                                                | 6 – 0                                                                   | Norvegia                                                                | Qual. Mondiali 2018                                                     | -6                                                                      |                                                                         |
| 5-10-2017                                                               | Serravalle                                                              | San Marino                                                              | 0 – 8                                                                   | Norvegia                                                                | Qual. Mondiali 2018                                                     | -                                                                       |                                                                         |
| 14-11-2017                                                              | Trnava                                                                  | Slovacchia                                                              | 1 – 0                                                                   | Norvegia                                                                | Amichevole                                                              | -1                                                                      |                                                                         |
| 23-3-2018                                                               | Oslo                                                                    | Norvegia                                                                | 4 – 1                                                                   | Australia                                                               | Amichevole                                                              | -1                                                                      |                                                                         |
| 2-6-2018                                                                | Reykjavík                                                               | Islanda                                                                 | 2 – 3                                                                   | Norvegia                                                                | Amichevole                                                              | -2                                                                      |                                                                         |
| 6-9-2018                                                                | Oslo                                                                    | Norvegia                                                                | 2 – 0                                                                   | Cipro                                                                   | UEFA Nations League 2018-2019 - 1º turno                                | -                                                                       |                                                                         |
| 9-9-2018                                                                | Sofia                                                                   | Bulgaria                                                                | 1 – 0                                                                   | Norvegia                                                                | UEFA Nations League 2018-2019 - 1º turno                                | -1                                                                      |                                                                         |
| 13-10-2018                                                              | Oslo                                                                    | Norvegia                                                                | 1 – 0                                                                   | Slovenia                                                                | UEFA Nations League 2018-2019 - 1º turno                                | -                                                                       |                                                                         |
| 16-10-2018                                                              | Oslo                                                                    | Norvegia                                                                | 1 – 0                                                                   | Bulgaria                                                                | UEFA Nations League 2018-2019 - 1º turno                                | -                                                                       |                                                                         |
| 16-11-2018                                                              | Lubiana                                                                 | Slovenia                                                                | 1 – 1                                                                   | Norvegia                                                                | UEFA Nations League 2018-2019 - 1º turno                                | -1                                                                      | 74’                                                                     |
| 19-11-2018                                                              | Nicosia                                                                 | Cipro                                                                   | 0 – 2                                                                   | Norvegia                                                                | UEFA Nations League 2018-2019 - 1º turno                                | -                                                                       |                                                                         |
| 23-3-2019                                                               | Valencia                                                                | Spagna                                                                  | 2 – 1                                                                   | Norvegia                                                                | Qual. Euro 2020                                                         | -2                                                                      |                                                                         |
| 26-3-2019                                                               | Oslo                                                                    | Norvegia                                                                | 3 – 3                                                                   | Svezia                                                                  | Qual. Euro 2020                                                         | -3                                                                      |                                                                         |
| 5-9-2019                                                                | Oslo                                                                    | Norvegia                                                                | 2 – 0                                                                   | Malta                                                                   | Qual. Euro 2020                                                         | -                                                                       |                                                                         |
| 8-9-2019                                                                | Solna                                                                   | Svezia                                                                  | 1 – 1                                                                   | Norvegia                                                                | Qual. Euro 2020                                                         | -1                                                                      |                                                                         |
| 12-10-2019                                                              | Oslo                                                                    | Norvegia                                                                | 1 – 1                                                                   | Spagna                                                                  | Qual. Euro 2020                                                         | -1                                                                      |                                                                         |
| 15-10-2019                                                              | Bucarest                                                                | Romania                                                                 | 1 – 1                                                                   | Norvegia                                                                | Qual. Euro 2020                                                         | -1                                                                      |                                                                         |
| 15-11-2019                                                              | Oslo                                                                    | Norvegia                                                                | 4 – 0                                                                   | Fær Øer                                                                 | Qual. Euro 2020                                                         | -                                                                       |                                                                         |
| 4-9-2020                                                                | Oslo                                                                    | Norvegia                                                                | 1 – 2                                                                   | Austria                                                                 | UEFA Nations League 2020-2021 - 1º turno                                | -2                                                                      |                                                                         |
| 7-9-2020                                                                | Belfast                                                                 | Irlanda del Nord                                                        | 1 – 5                                                                   | Norvegia                                                                | UEFA Nations League 2020-2021 - 1º turno                                | -1                                                                      |                                                                         |
| 8-10-2020                                                               | Oslo                                                                    | Norvegia                                                                | 1 – 2 dts                                                               | Serbia                                                                  | Qual. Euro 2020                                                         | -2                                                                      |                                                                         |
| 11-10-2020                                                              | Oslo                                                                    | Norvegia                                                                | 4 – 0                                                                   | Romania                                                                 | UEFA Nations League 2020-2021 - 1º turno                                | -                                                                       |                                                                         |
| 24-3-2021                                                               | Gibilterra                                                              | Gibilterra                                                              | 0 – 3                                                                   | Norvegia                                                                | Qual. Mondiali 2022                                                     | -                                                                       |                                                                         |
| 27-3-2021                                                               | Malaga                                                                  | Norvegia                                                                | 0 – 3                                                                   | Turchia                                                                 | Qual. Mondiali 2022                                                     | -2                                                                      | 46’                                                                     |
| 30-3-2021                                                               | Podgorica                                                               | Montenegro                                                              | 0 – 1                                                                   | Norvegia                                                                | Qual. Mondiali 2022                                                     | -                                                                       |                                                                         |
| Totale                                                                  |                                                                         | Presenze                                                                | 72                                                                      |                                                                         | Reti                                                                    | -84                                                                     |                                                                         |

## Palmarès

### Club
- Campionato norvegese: 1

Rosenborg: 2009

### Individuale
- Gullklokka

2012